# Trochulus
Genre
Synonymes
- Trichia

Trochulus  (autrefois dénommé Trichia )  est un genre de petits escargots terrestres (gastéropodes) appartenant au groupe des pulmonés et à l'ordre des Stylommatophora. 
Les trochulus sont notamment caractérisés par une coquille recouverte de petits poils durs (qui peuvent disparaitre avec l'âge de l'escargot).  

## Taxonomie
- Trichia Hartmann 1840[1] est un synonyme junior de Trochulus Chemnitz, 1786[2]. Presque tous les travaux malacologiques publiés avant 2006 utilisent  le nom Trichia au  lieu de Trochulus (désormais considérée comme valide).
- Sur la base d'analyses moléculaires, Trochulus lubomirskii n'appartient pas au genre Trochulus[3].

Risques de confusion : les espèces du genre Trochulus ne doivent pas être confondues avec d'autres escargots dont la coquille est également garnie de poils (ex : Ashfordia granulata).

## Biogéographie
Le centre de spéciation de ce genre est le massif alpin.

## Espèces

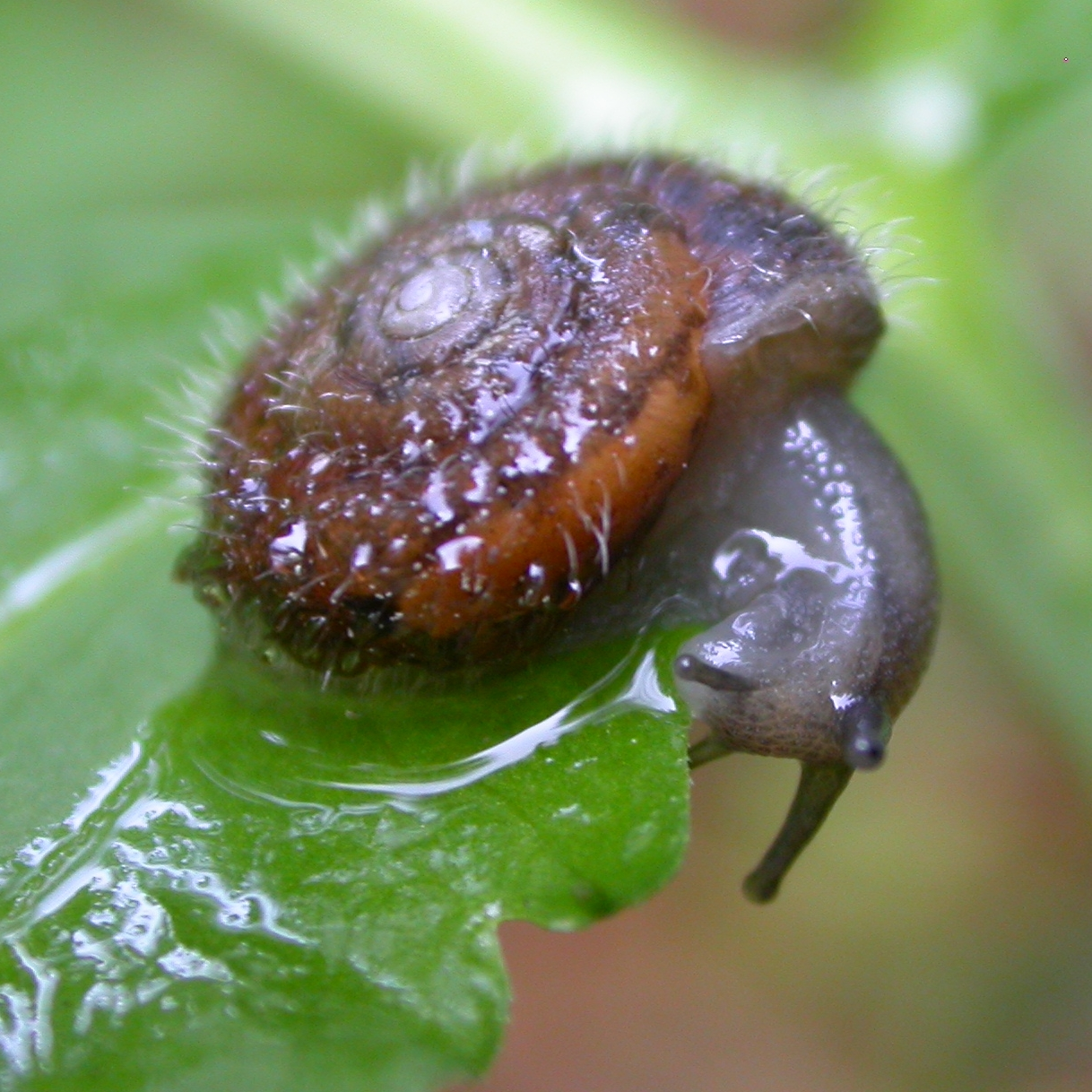
Individu jeune de l'espèce Trochulus villosus sur une feuille

L'espèce type faisant référence pour ce genre est Trochulus hispidus.
Les espèces appartenant au genre Trochulus incluent, :
Sous-genre Trochulus Chemnitz, 1786
- Trochulus alpicola (Eder, 1921)
- Trochulus ataxiacus (Fagot, 1884)
- Trochulus biconicus (Eder, 1917) - synonym: Trichia biconica
- Trochulus glyptus (Locard, 1880) - synonym: Trochulus caelatus (Studer, 1820) - synonyme: Trichia caelata[7]
- Trochulus clandestinus (Hartmann, 1821)
- Trochulus coelomphala (Locard, 1888)
- Trochulus erjaveci (Brusina, 1870)
- Trochulus graminicola (Falkner, 1973) - synonym: Trichia gramnicola
- Trochulus hispidus (Linnaeus, 1758) - synonym: Trichia hispida (Linnaeus, 1758)
- Trochulus montanus (Studer, 1820)
- Trochulus oreinos (Wagner, 1915) - synonym: Trichia oreinos
- Trochulus phorochaetius (Bourguignat, 1864)
- Trochulus plebeius (Draparnaud, 1805) - synonym: Trichia plebeia
- Trochulus sericeus (Draparnaud, 1801) - synonym: Trichia sericea (Draparnaud, 1801)
- Trochulus striolatus (C. Pfeiffer, 1828) - synonym: Trichia striolata
- Trochulus suberectus (Clessin, 1878)
- Trochulus villosus (Draparnaud, 1805)
- Trochulus villosulus - (Rossmässler, 1838) - synonym: Trichia villosula (Rossmässler, 1838)
- Trochulus waldemari (Wagner, 1912)

Sous-genre Plicuteria Schileyko, 1978
- Trochulus lubomirskii (Ślósarski, 1881) - synonym: Trichia lubomirskii

## Génétique
Les naturalistes ont observé chez certains escargots de ce genre une grande variabilité de forme de coquilles, notamment chez T. hispidus. 
On a récemment montré que ces variations pouvaient correspondre à des groupes génétiques différents.
Le croisement de données morphométriques (de coquilles) et de données issues de séquençage de l'ADN mitochondrial, montre qu'il existerait des lignées génétiquement divergentes mais morphologiquement cryptiques avec des zones de cooccurrence de lignées cryptiques chez des escargots Trochulus. 
Dans une petite zone de contact (zone de cooccurrence) entre deux lignées mitochondriales ayant une distribution géographique distincte, deux groupes de génotypes nucléaires ont été observés, chacun significativement lié à une lignée mitochondriale, avec des exceptions (pour un petit nombre d’individus) dans la zone de contact, ce qui montre que les lignées sont encore interfertiles et qu’elles sont cryptique ; c’est l’un des quelques cas connus à ce jour d'hybridation chez des escargots terrestres.